# Kabinett Imrédy
Das Kabinett Imrédy war die Regierung des Königreichs Ungarn von 1938 bis 1939. Es wurde am 14. Mai 1938 vom ungarischen Ministerpräsidenten Béla Imrédy gebildet und bestand bis zum 16. Februar 1939. In diese Zeit fällt der Erste Wiener Schiedsspruch durch den Ungarn Gebiete mit ungarischer Bevölkerungsmehrheit in der südlichen Slowakei und in der Karpatenukraine von der Tschechoslowakei zurückerhält.

## Minister
Parteien:
_ Nemzeti Egység Pártja (Nationale Partei der Einheit)
_ Egyesült Magyar Párt (Vereinigte Ungarische Partei)
_ parteilos
| Amt                                               | Amtsträger | Amtsträger               | Beginn Amtszeit    | Ende Amtszeit      |
| ------------------------------------------------- | ---------- | ------------------------ | ------------------ | ------------------ |
| Ministerpräsident                                 |            | Béla Imrédy              | 14. Mai 1938       | 16. Februar 1939   |
| Innenminister                                     |            | Ferenc Keresztes-Fischer | 14. Mai 1938       | 16. Februar 1939   |
| Außenminister                                     |            | Kálmán Kánya             | 14. Mai 1938       | 28. November 1938  |
| Außenminister                                     |            | Béla Imrédy (interim)    | 28. November 1938  | 10. Dezember 1938  |
| Außenminister                                     |            | István Csáky             | 10. Dezember 1938  | 16. Februar 1939   |
| Verteidigungsminister                             |            | Jenő Rátz                | 14. Mai 1938       | 15. November 1938  |
| Verteidigungsminister                             |            | Károly Bartha            | 15. November 1938  | 16. Februar 1939   |
| Finanzminister                                    |            | Lajos Reményi-Schneller  | 14. Mai 1938       | 16. Februar 1939   |
| Justizminister                                    |            | Ödön Mikecz              | 14. Mai 1938       | 15. November 1938  |
| Justizminister                                    |            | András Nagy              | 15. November 1938  | 16. Februar 1939   |
| Ackerbauminister                                  |            | Sándor Sztranyavszky     | 14. Mai 1938       | 15. November 1938  |
| Ackerbauminister                                  |            | Mihály Teleki            | 15. November 1938  | 16. Februar 1939   |
| Minister für Kultus und Unterricht                |            | Pál Teleki               | 14. Mai 1938       | 16. Februar 1939   |
| Minister für Handel und Verkehr                   |            | Béla Imrédy (interim)    | 14. Mai 1938       | 22. September 1938 |
| Minister für Handel und Verkehr                   |            | Antal Kunder             | 22. September 1938 | 16. Februar 1939   |
| Minister für Industrie                            |            | Géza Bornemisza          | 14. Mai 1938       | 15. November 1938  |
| Minister für Industrie                            |            | Antal Kunder             | 15. November 1938  | 16. Februar 1939   |
| Minister ohne Geschäftsbereich                    |            | Bálint Hóman             | 14. Mai 1938       | 11. Juli 1938      |
| Minister ohne Geschäftsbereich für Transkarpatien |            | Andor Jaross             | 15. November 1938  | 16. Februar 1939   |

## Quelle
- Az Imrédy kormány